# Wolany (województwo mazowieckie)
Wolany – kolonia w Polsce położona w województwie mazowieckim, w powiecie żuromińskim, w gminie Siemiątkowo.
W latach 1975–1998 miejscowość należała administracyjnie do województwa ciechanowskiego.